# Lonesome Luke, Mechanic
Lonesome Luke, Mechanic er en amerikansk stumfilm fra 1917.

## Medvirkende
- Harold Lloyd som Lonesome Luke
- Snub Pollard
- Bebe Daniels
- Arthur Mumas
- Sammy Brooks